# Burg Zimmern (Zimmern unter der Burg)
Die Burg Zimmern ist ein abgegangener Ministerialensitz auf dem 670 m ü. NN hohen „Burgstall“ in der Gemeinde Zimmern unter der Burg im Zollernalbkreis in Baden-Württemberg.

## Geografische Lage
Die Burgstelle der Spornburg liegt etwa 650 Meter südwestlich der Kirche von Zimmern auf einem schmalen, langgezogenen Bergrücken bzw. Bergsporn, dem sogenannten „Burgstall“. Nach Norden fällt der Sporn in die Mulde des Wiesentalbaches ab, nach Süden zum Tal des Schwarderbaches, das unterhalb der Burg in das Schwarzenbachtal einmündet. Die Spitze des nach Nordosten gerichteten Bergspornes fällt mäßig steil zur Ortschaft Zimmern hin ab. Somit war die Burg an drei Seiten von Natur aus gut geschützt, nur die Südwestseite, die in die angrenzende Hochfläche übergeht, musste geschützt werden. Die heutige Grenze von Zollernalbkreis und Landkreis Rottweil verläuft durch den Halsgraben der Burg.

## Geschichte
Die frühe Geschichte der Burg liegt im Dunkel der Geschichte; vermutet wird, dass es sich um den Sitz des Zimmerer Ortsadels handelt. Unter welcher Herrschaft der Ort und die Burg zu dieser Zeit lagen, ist nicht bekannt. Ab dem 14. Jahrhundert waren es die Grafen von Sulz, in deren Besitz der Ort war, zu ihrer Zeit bestand die Burg aber schon nicht mehr.
Erbaut wurde die Burg während des 12. Jahrhunderts, 1275 wurde der Ort wohl zum ersten Mal als Zimbern erwähnt, wobei sich diese Nennung aber auch auf Zimmern bei Rottweil beziehen könnte. Weitere Erwähnungen fanden 1314 statt, zu einer Zeit, in der die Burg wohl schon zerstört war, da sie damals als Zerbrochen Zimmern bezeichnet wurde. Auch die Bezeichnung Brochenzimmern aus dem Zeitraum zwischen 1318 und 1334 zeugt von einer abgegangenen Burg; ob sie bei einer kriegerischen Handlung zerstört wurde, oder ob sie wegen des Aussterbens des Burgadels oder aus anderen Gründen als Wohnsitz aufgegeben wurde, ist nicht bekannt.

## Beschreibung
Die Höhenburg auf dem Bergrücken teilte sich in zwei Bereiche auf: in eine Vorburg unmittelbar nach dem Halsgraben, und in eine Hauptburg, durch einen weiteren Graben davon getrennt.
Die Hauptburg wiederum könnte sich auf eine Oberburg und eine Unterburg aufgeteilt haben. Die Fläche der Burganlage betrug etwa 110 Meter in der Länge und nur 14 Meter in der Breite.
Der 14 Meter lange Halsgraben, der den Burgbereich von der weiter ansteigenden Hochfläche abtrennt, verlief quer über den Bergrücken, und ist noch bis zu 7 Meter tief. Bebauungsspuren lassen sich im anschließenden Vorburgbereich nur noch schwer ausmachen, neben späteren Veränderungen des Geländes und Steinbrüchen, die in die Längsseiten einschneiden, sind unmittelbar zum Halsgraben hin Fundamentreste erhalten. Sie könnten von einem Gebäude stammen, das die Burg zum Vorgelände hin schützte.
Der zweite Graben trennte die Hauptburg ab, dieser Abschnittsgraben ist noch etwa vier Meter tief. Dieser Burgteil hat eine kielförmige Fläche, dort lassen sich noch mehrere Fundamentreste und Steinschutt finden, die Reste der einstigen Ringmauer. Weitere Überbleibsel der Mauer sind Kleinquader, die sich am Hang des Bergspornes finden lassen.
Nördlich der Hauptburg liegt, etwa 15 Meter tiefer als diese, eine Hangterrasse. Verebnungen und Mulden lassen auf eine Unterburg schließen, könnten aber auch späterer Zeit stammen.